# List ośmiu
List ośmiu – pismo wystosowane 30 stycznia 2003 przez przywódców ośmiu państw europejskich, w tym 5 państw członkowskich Unii Europejskiej i 3 państw kandydackich.
Pismo miało służyć wyrażeniu poparcia dla amerykańskiej polityki zagranicznej w kontekście irackiego kryzysu rozbrojeniowego.
Lista sygnatariuszy: Czechy, Dania, Hiszpania, Polska, Portugalia, Węgry, Wielka Brytania, Włochy.
Wraz z kolejnym listem poparcia, listem wileńskim, spowodował falę krytyki francuskiej i przyczynił się do kryzysu w stosunkach transatlantyckich.